# ارنست ایخوف
ارنست ایخوف (انگلیسی: Ernst Eikhof; ۶ مهٔ ۱۸۹۲ – ۱۹ نوامبر ۱۹۷۸) بازیکن فوتبال اهل آلمان بود.
وی همچنین در تیم ملی فوتبال آلمان بازی کرده‌است.